# Малий Ляс
Малий Ляс (пол. Mały Las) — село в Польщі, у гміні Любовідз Журомінського повіту Мазовецького воєводства.
Населення — 37 осіб (2011).
У 1975-1998 роках село належало до Цехановського воєводства.

## Демографія
Демографічна структура станом на 31 березня 2011 року:
|          | Загалом | Допрацездатний вік | Працездатний вік | Постпрацездатний вік |
| -------- | ------- | ------------------ | ---------------- | -------------------- |
| Чоловіки | 19      | 5                  | 10               | 4                    |
| Жінки    | 18      | 4                  | 7                | 7                    |
| Разом    | 37      | 9                  | 17               | 11                   |